# Uladsimir Makej

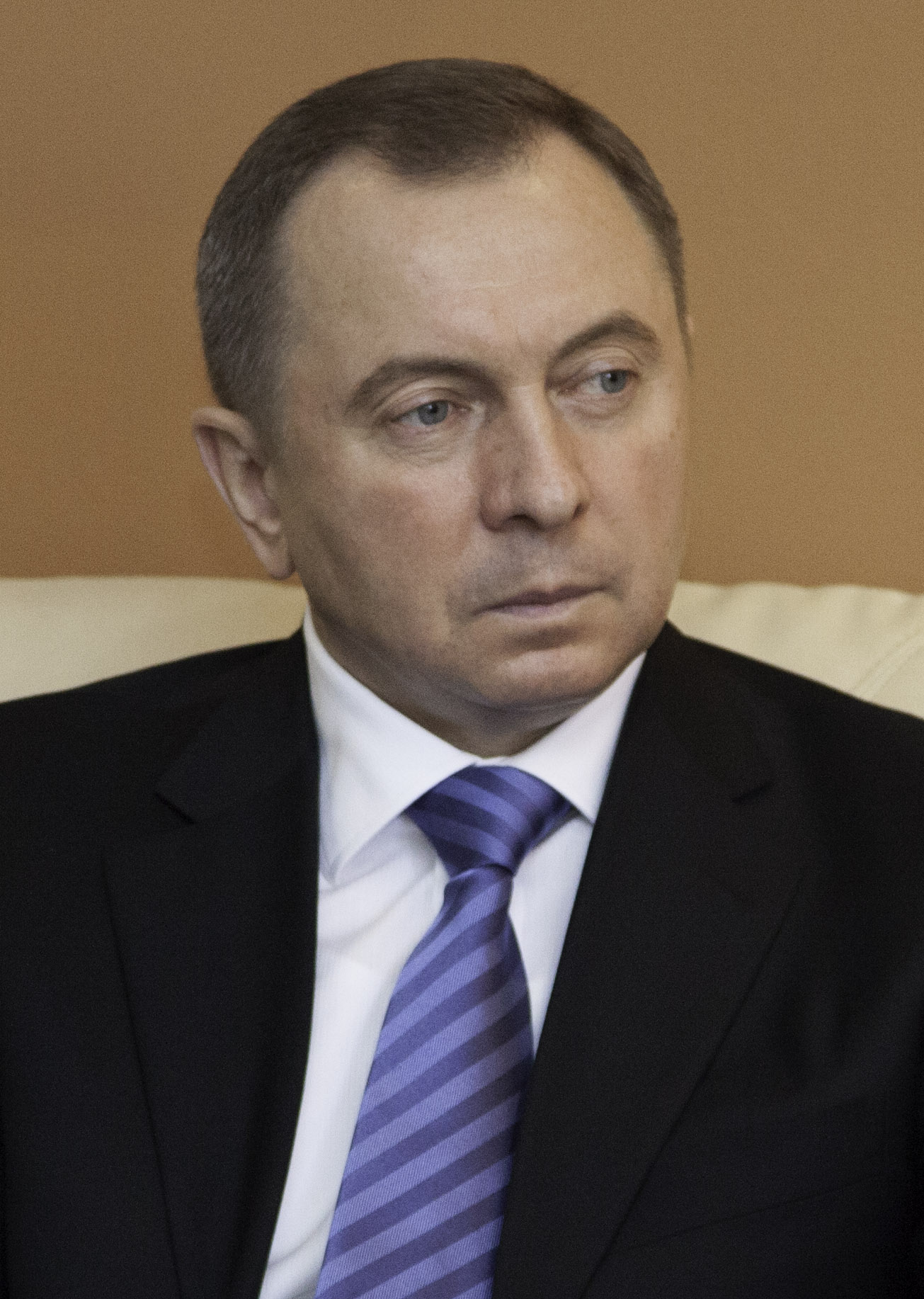
Uladsimir Makej (2014)

Uladsimir Uladsimirawitsch Makej (belarussisch Уладзімір Уладзіміравіч Макей, russisch Владимир Владимирович Макей Wladimir Wladimirowitsch Makei, latinisiert Uładzimir Makiej, englisch Vladimir Makei; * 5. August 1958 bei Hrodna; † 26. November 2022) war ein belarussischer Politiker und Diplomat und zum Zeitpunkt seines Todes Außenminister seines Landes.

## Leben
Makej absolvierte 1980 ein Studium an der Staatlichen Linguistischen Universität in Minsk und diente anschließend als Soldat für die sowjetischen sowie ab 1991 für die belarussischen Streitkräfte. Nach Beendigung seines Wehrdienstes war er zwischen 1992 und 1993 Gasthörer an der Diplomatischen Akademie in Wien.
Spätestens ab 1994 bekleidete Makej verschiedene Funktionen im diplomatischen Dienst seines Heimatlandes. Von 1996 bis 1999 war er zudem Repräsentant von Belarus im Europarat und zugleich Berater der belarussischen Botschaft in Paris. Im Anschluss daran war er bis 2000 Leiter der Abteilung für europäische Zusammenarbeit am belarussischen Außenministerium. 2008 wurde er schließlich zum Stabschef und Assistenten von Präsident Aljaksandr Lukaschenka ernannt.
2012 trat Makej die Nachfolge von Sjarhej Martynau als belarussischer Außenminister an. Aufgrund von Sanktionen gegen die belarussische Regierung durfte er zeitweilig nicht in die Europäische Union einreisen.
2013 wurden die gegen Makej nach der Präsidentschaftswahl in Belarus 2010 verhängten EU-Sanktionen teilweise aufgehoben. 2014 wurde er erstmals als potentieller Nachfolger von Lukaschenka für das Amt des Präsidenten gehandelt.
Im Juni 2020 verlängerte Lukaschenka die Amtszeit von Makej als Außenminister von Belarus. Am 10. April 2021 drohte Makej damit, die Zivilgesellschaft in Belarus würde „aufhören zu existieren“, sollte der Westen härtere Sanktionen einführen. Im Juni 2022 wurde er von Kanada mit Sanktionen belegt.
Am 26. November 2022 berichtete die staatliche belarussische Nachrichtenagentur Belta, dass Makej überraschend verstorben sei, ohne zunächst nähere Details zu nennen. Die Umstände seines Todes waren Grundlage für Spekulationen.